# Dombegyház
Dombegyház nagyközség Békés vármegye Mezőkovácsházai járásában.

## Fekvése
A vármegye délkeleti részén fekszik, Békéscsabától mért távolsága több mint 50 kilométer, a határ túlsó, román oldalán fekvő Kisvarjaspusztától néhány kilométerre északnyugatra fekszik. A szomszédos települések: észak felől Kevermes, északnyugat felől Kisdombegyház, dél-délkelet felől Battonya, Románia felől pedig déli irányból Kisvarjaspuszta, kelet felől pedig Nagyiratos.

### Megközelítése
Északkelet-délnyugati irányban a 4444-es út vezet végig a településen, ezen érhető el Gyula-Elek és Battonya felől is; (Orosháza-)Csanádapáca-Magyarbánhegyes-Kunágota felől a 4439-es úton érhető el.

## Népesség
A település népességének változása:
| Lakosok száma | 2066 | 2070 | 2039 | 1858 | 1624 | 1661 | 1567 |
|               | 2013 | 2014 | 2015 | 2021 | 2022 | 2023 | 2024 |

2001-ben a település lakosságának 98%-a magyar, 2%-a egyéb (főleg cigány, román és szlovák) nemzetiségűnek vallotta magát.
A 2011-es népszámlálás során a lakosok 86,6%-a magyarnak, 1,1% cigánynak, 0,2% németnek, 2,9% románnak, 0,2% szerbnek mondta magát (13% nem nyilatkozott; a kettős identitások miatt a végösszeg nagyobb lehet 100%-nál). A vallási megoszlás a következő volt: római katolikus 49,3%, református 4,2%, evangélikus 1%, görögkatolikus 0,4%, felekezeten kívüli 23,7% (20,1% nem nyilatkozott).
2022-ben a lakosság 87,4%-a vallotta magát magyarnak, 6% románnak, 2,3% cigánynak, 0,2% szerbnek, 0,1-0,15 németnek, örménynek, bolgárnak, ukránnak és szlováknak, 0,9% egyéb, nem hazai nemzetiségűnek (9,9% nem nyilatkozott; a kettős identitások miatt a végösszeg nagyobb lehet 100%-nál). Vallásuk szerint 33,1% volt római katolikus, 3,1% református, 3% ortodox, 0,9% evangélikus, 0,4% görög katolikus, 0,4% egyéb keresztény, 1,2% egyéb katolikus, 20,9% felekezeten kívüli (36,9% nem válaszolt).

## Története
A régi Dombegyház a mai Dombegyházhoz képest egy kicsit északabbra feküdt és nagyobb területű is volt. A XV. században alakult ki a falu. I. Szulejmán oszmán szultán már 1522 óta rombolta Magyarországot, 1529-ben Dombegyház is sorra került: több ember meghalt, de több ember el menekült. A törökök eltüntették a falut. A lakosok visszatértek, de mivel eltűnt a falu, máshová mentek. Ezután a falu helye egy birtokosé volt, csak ő és családja élt ott. 1817-ben a falut ismét megalapították és napjainkban is létezik. Az új Dombegyházat kicsit délebbre és kisebbre alapították, mint a régit. A régi Dombegyház helyén jelenleg Kisdombegyház és Magyardombegyház községek terülnek el, 1 km-re egymástól, Dombegyháztól 2 km-re. 
2013. december 11-én átadták a Kisvarjaspuszta felé vezető újjáépített közutat. Megújult és kiszélesítésre került 3 km hosszút, körforgalom épült a Béke-Kossuth-Tavasz-Aradi utcák csomópontjában és új forgalomcsillapító szigeteket is kialakítottak.

## Közélete

### Polgármesterei
- 1990–1994: Gyarmati Jánosné (független)[7]
- 1994–1998: Gyarmati Jánosné (MSZP-KDNP-FKgP)[8]
- 1998–2002: Gyarmati Jánosné (független)[9]
- 2002–2006: Gyarmati Jánosné (független)[10]
- 2006–2010: Dr. Varga Lajos (független)[11]
- 2010–2014: Dr. Varga Lajos (Fidesz)[12]
- 2014–2019: Dr. Varga Lajos (Fidesz)[13]
- 2019–2024: Dr. Varga Lajos (Fidesz)[14]
- 2024– : Dinnyés Ildikó (független)[1]

## Nevezetességei
- Kunhalmok
- Római katolikus templom
- I. és II. világháborús emlékmű
- Birtokkereszt
- Kápolna

## Híres emberek
- Balsaráti Vitus János – sárospataki tanár és lelkész itt született 1529-ben.
- Hollósy Kornélia – örmény származású magyar opera-énekesnő, a „magyar csalogány” itt halt meg 1890. február 10-én.
- Weil Emil orvos, országgyűlési képviselő itt született 1897-ben.

## Testvértelepülései
- Kisiratos, (Románia)
- Nagyiratos, (Románia)
- Kisvarjaspuszta, (Románia)